# スズケン
株式会社スズケン（英: SUZUKEN CO.,LTD.）は、愛知県名古屋市東区に本社を置き、主として医療用医薬品卸売業を営む会社である。

## 概要
メディパルホールディングス、アルフレッサ ホールディングス、東邦薬品の共創未来・葦の会グループと並ぶ医薬品卸大手4社の一角を占める。
グループ会社は、岩手県のスズケン岩手、栃木県のナカノ薬品、中国地方のサンキ、四国地方のアスティス、九州地区の翔薬、沖縄県のスズケン沖縄薬品。
クラヤ三星堂（現在のメディセオ）の誕生まで約30年間、業界最大手として君臨してきた。現在は売上高業界3位である。

## 沿革
- 1932年（昭和7年）11月 - 愛知県名古屋市東区下竪杉町において鈴木謙三商店として創業[広報 1]。
- 1945年（昭和20年） - 名古屋大空襲で店舗を焼失[要出典]。
- 1946年（昭和21年）8月 - 株式会社鈴謙洋行を静岡県浜名郡（現在の浜松市）に設立[広報 1]。
- 1947年（昭和22年）11月 - 鈴謙洋行を株式会社鈴木謙三商店に商号変更[広報 1]。
- 1948年（昭和23年）
  - 4月 - 「株式会社鈴木謙三商店」が、個人商店「鈴木謙三商店」の営業権を譲受。
  - 10月 - 愛知県名古屋市東区東片端町に本社を移転[広報 1]。
- 1953年（昭和28年）12月 -  株式会社三和化学研究所設立。
- 1954年（昭和29年）3月 - 社章を「マル光」から「鈴マーク」に変更。
- 1958年（昭和33年）3月 - 医薬品の売上高が17位に。
- 1959年（昭和34年）5月 - 東京に進出[広報 1]。「東京支店」を開設[広報 1]。
- 1960年（昭和35年）4月 - 中一薬品を合併。薬粧部門を設置。
- 1962年（昭和37年）5月 - 石川県の小林薬品の営業権を譲受[広報 1]。
- 1964年（昭和39年）10月 - 現社名に商号変更[広報 1]。薬問屋としては初めて「医薬品総合商社」の冠をつける。
- 1965年（昭和40年）3月 - 医薬品・医療機器等の売上高で、業界第一位になる。
- 1969年（昭和44年）8月 - 愛知ミドリ十字（現在のエス・ディ・ロジ）の全株式を取得して連結子会社化[広報 1]。
- 1972年（昭和47年）3月 - 沖縄県のオキイエを吸収し、スズケン沖縄を設立。
- 1973年（昭和48年）12月 - 初代社長の鈴木謙三が会長に。2代目社長に鈴木信次が就任。
- 1974年（昭和49年）2月 - シンガポール駐在所を開設。
- 1981年（昭和56年）5月 - 鈴木謙三記念財団法人「医科学応用研究財団」設立。
- 1983年（昭和58年） - 2代目社長の鈴木信次が会長に。3代目社長に専務だった別所芳樹が昇格。東北地区の拠点として仙台支店を開設。
- 1984年（昭和60年） - 大阪地区の拠点として大阪府堺市に堺支店を開設。
- 1987年（昭和62年）
  - 1月 - スズケンVAN「TMS-NET」の構築スタート。
  - 11月 - 新潟県の笹菊薬品と業務提携、翌年3月合併。
- 1988年（昭和63年）6月 - 「JD-NET」が稼動。
- 1989年（平成元年）9月 - 愛知県の赤門薬品を合併。
- 1990年（平成2年）
  - 3月 - 「超小型ハンディ端末」システムを開発。大規模な組織改革を実施。九州地区の拠点として福岡支店を開設。
  - 4月 - 大手6社により新仕切制度を導入（この後、メーカー各社で導入）。
  - 8月 - 富山県の清水薬品販売を合併。
  - 9月 - 三和化学研究所・日本製薬工業の株式過半数を取得。
  - 11月 - 「スズケンメモリアルウイーク」を設定。
- 1991年（平成3年）4月 - 「SOFT21」設定。
- 1992年（平成4年）
  - 10月 - 栃木県のナカノ薬品と業務提携。
  - 11月 - 創業60周年を機に社章を「鈴のマーク」から「Sのマーク」に変更。
- 1994年（平成6年）
  - 1月 - 東京都の加藤薬品及び神奈川県の神弘薬品と合併[広報 1]。
  - 8月 - 株式店頭登録[広報 1]。
  - 8月 - 江南物流センター設立によりセンター区域内での「DHつとむくん」（受注システム）のお得意様への無料配布を開始。
- 1995年（平成7年）
  - 3月 - 地下鉄サリン事件に際し、サリンの解毒剤であるプラリドキシムヨウ化メチル（PAM）を緊急輸送する。
  - 9月 - 東京証券取引所及び名古屋証券取引所の市場第二部に上場[広報 1]。
- 1996年（平成8年）
  - 2月 - 「MSつとむくん」全社で運用開始。
  - 3月 - 岩手県の熊谷薬品の全株式を取得[広報 1]。連結子会社としてスズケン岩手を設立[広報 1]。
  - 4月 - 関西エリアの卸業者が共同で運営するVAN「Kネット」に加盟。
  - 10月 - 大阪府のドーエーメディックスと合併[広報 1]。
- 1997年（平成9年）
  - 9月 - 東京証券取引所及び名古屋証券取引所の市場第一部に上場[広報 1]（証券コード9987）。
  - 11月 - 愛知県江南市に江南物流センターを開設[広報 1]。
- 1998年（平成10年）4月 - 北海道の秋山愛生舘と合併[広報 1]。札幌証券取引所に上場[広報 1]。
- 1999年（平成11年）
  - 7月 - 台湾の「メイウーホワ社」と業務・資本提携[広報 1]。
  - 10月 - 栃木県のナカノ薬品を子会社化[広報 1]。
  - 12月 - 広島県のサンキと業務提携[広報 1]。
- 2000年（平成12年）
  - 2月 - サンキと資本提携。6.81%の株式を取得。
  - 2月 - ネットホスピタルと業務・資本提携。
- 2001年（平成13年）7月 - 関東・近畿地方をエリアとするオオモリ薬品と業務提携。
- 2002年（平成14年）10月 - オオモリ薬品を合併[広報 1]。
- 2003年（平成15年）
  - 5月 - 愛媛県のアスティスと業務提携。
  - 10月 - 岐阜県の安藤薬業公司と合併[広報 1]。
  - 10月 - サンキを子会社化[広報 1]。
- 2004年（平成16年）
  - 7月 - 子会社の鈴の屋の全株式をジー・コミュニケーションに譲渡。
  - 10月 - アスティス及び沖縄薬品を子会社化。沖縄薬品子会社のスズケン沖縄との合併によりスズケン沖縄薬品を設立。
- 2005年（平成17年）
  - 3月 - 藤沢薬品と山之内製薬との合併（アステラス製薬設立）により藤沢薬品の物流関連施設を譲受。
  - 4月 - スズケンの一般用医薬品を小林製薬の子会社であるコバショウに事業移管。ヘルスケア事業から撤退。
  - 10月 - 埼玉県戸田市に「戸田物流センター」を開設[広報 1]。
- 2006年（平成18年）10月 - 株式交換により福岡県の翔薬を完全子会社化[広報 1]。
- 2007年（平成19年）
  - 1月 - 九州エリアにおける事業を翔薬へ譲渡。
  - 4月 - 3代目社長の別所芳樹が会長に。4代目社長に太田裕史が就任。
  - 5月 - 上海市医薬股有限公司と合弁会社の設立契約書に調印。
  - 10月 - 兵庫県神戸市に阪神物流センターを開設。
- 2008年（平成20年）
  - 3月 - 中国上海市に合弁会社上海鈴謙滬中医薬有限公司（現・上薬鈴謙滬中（上海）医薬有限公司）を設立。
  - 10月 - 日本医療事務センターの子会社であった調剤薬局経営の株式会社ファーコスを連結子会社化[広報 1]。
- 2009年（平成21年）
  - 9月1日 - ジャスダック上場の運送会社中央運輸を株式交換により完全子会社化[広報 1]。
  - 10月1日 - 保険薬局企画部を新設。
- 2010年（平成22年）
  - 2月25日 - 調剤薬局チェーン経営のフロンティアと資本・業務提携を締結。
  - 5月 - 神奈川県高座郡寒川町に神奈川物流センターを開設。
  - 11月 - 千葉県印西市に千葉物流センターが開設。
- 2011年（平成23年）10月17日 - 介護事業を行う子会社、株式会社エスケアメイトを設立。
- 2012年（平成24年）
  - 3月1日 - 希少疾病領域の総合支援を行う子会社、株式会社SDネクストを設立。医薬品卸で初めて、スペシャリティ医薬品に特化したコーディネート事業に参入。
  - 11月 - 岡山県都窪郡に、連結対象子会社として株式会社サンキ岡山物流センターが開設。
- 2013年（平成25年）12月 - 障がい者の雇用促進を目的として、株式会社スズケンジョイナスを設立。
- 2014年（平成26年）
  - 3月10日 - 松阪支店を津支店に統合。
  - 4月 - 販売先の拡大を目指すメーカーの支援を目的として、鈴謙（深圳）医薬有限公司を設立。
  - 10月1日 - 子会社の株式会社コラボクリエイトが同じく子会社の株式会社SDネクストを吸収合併し、株式会社エス・ディ・コラボに商号を変更。同日、子会社の株式会社スズケンロジコムが同じく子会社の秋山物流サービス株式会社および株式会社コラボワークスを吸収合併し、株式会社エス・ディ・ロジに商号を変更[広報 2]。
- 2015年（平成27年）10月 - 社用車デザインを刷新。車体色を「ブルー」にし「鈴マーク」復刻。
- 2016年（平成28年）
  - 4月5日 - 愛知県大府市に名南物流センターを開設[2][広報 3]。
  - 4月15日 - 熊本地震のため、子会社の熊本県宇土市にある三和化学研究所熊本工場の操業を停止[3]。6月初旬より稼動再開。[4]同年7月1日より全面稼動[広報 4]。
  - 5月 - 名南物流センター内に名南事業所を併設。また、刈谷支店（5月3日）、熱田支店（5月21日）、半田支店（6月18日）を名南事業所に移転し、刈谷支店を名南支店に改称[広報 5]。同月、大阪事業所になにわ東支店（5月23日）、大阪西支店（5月30日）、東大阪支店（6月6日）を移転[広報 6]。（※カッコ内は業務開始日）
  - 7月6日 - 大韓民国の医薬品流通5位で、釜山市に本社を置くポクサンナイスと資本業務提携。同社の第三者割当増資を引き受ける形で全株式の45%を取得[5]。
- 2017年（平成29年）
  - 4月 - 兵庫県神戸市に西神物流センターを開設。
  - 9月25日 - ヤマト科学株式会社と資本業務提携[6]。
- 2020年（令和2年）12月9日 - 独占禁止法違反の疑いで公正取引委員会から刑事告発され、同日、同法違反の罪で東京地方検察庁に起訴された[7][広報 7]。
- 2021年（令和3年）4月1日 - 医療介護専用SNSを運営するエンブレース株式会社の株式のうち、80.8%を取得し子会社化[8]。
- 2023年（令和5年）11月21日 - ファーマライズホールディングスと資本業務提携契約を締結し、同社の株式19.99%を取得[9]。
- 2024年（令和6年）2月1日 - 子会社の神宮薬品株式会社を吸収合併（予定）[10]。

## 事業所一覧
公式サイト「支店一覧」を参照。

## 関係会社
資本提携しているグループ会社とともにスズケングループ (SUZUKEN GROUP) を形成し、日本において医薬品流通業の中核を担っている。
スズケングループは、2006年（平成18年）10月全国47都道府県すべてに営業拠点を配置し、国内では唯一のナショナルホールセラーとなった。

### スズケングループ
- 株式会社スズケン
- 株式会社エス・ディ・ロジ
- 株式会社スズケン沖縄薬品
- 中央運輸株式会社
- 株式会社スズケン岩手
- ナカノ薬品株式会社
- 株式会社ライフメディコム
- 株式会社サンキ
- ケンツメディコ株式会社
- 株式会社アスティス
- 株式会社ライフサポート
- 株式会社翔薬
- 株式会社三和化学研究所
- 株式会社ユニスマイル
- サンキ・ウエルビィ株式会社
- 株式会社エスマイル
- 株式会社メディシス
- 株式会社エス・ディ・コラボ
- 株式会社エスケアメイト

### スズケングループの3つの精神
- 独創性
- 開拓者精神
- 優しさ

## 提供番組
- 愉快に生きよう - 1977年（昭和52年）10月2日から1982年（昭和57年）9月まで放送されていた名古屋テレビ制作の生活情報番組。スズケングループの一社提供。
- すこやかライフ - 1982年（昭和57年）10月から1984年（昭和59年）9月まで放送されていた名古屋テレビ制作の生活情報番組。スズケングループの一社提供。

## 不祥事
2020年（令和2年）12月9日、独立行政法人地域医療機能推進機構が発注する医薬品の入札で談合を繰り返したとして、私的独占の禁止及び公正取引の確保に関する法律（独占禁止法）違反（不当な取引制限）の疑いで公正取引委員会に刑事告発された。同日、東京地方検察庁特別捜査部にスズケンは起訴され、幹部ら3人も在宅起訴された。

### 広報資料・プレスリリース
1. 1 2 3 4 5 6 7 8 9 10 11 12 13 14 15 16 17 18 19 20 21 22 23 24 25 26 27 28 29  スズケン. “会社案内 沿革”. 2014年7月28日閲覧。
2. ↑  『連結子会社間の合併および商号変更に関するお知らせ』（プレスリリース）株式会社スズケン、2014年5月9日。2021年2月5日閲覧。
3. ↑  『名南物流センターの稼動について』（プレスリリース）株式会社スズケン、2016年4月1日。2021年2月5日閲覧。
4. ↑  三和化学研究所『「平成28年熊本地震」への対応について（第6報）』（プレスリリース）。2021年2月5日閲覧。
5. ↑  『名南事業所の新設及び支店の移転に関するお知らせ』（プレスリリース）株式会社スズケン、2016年5月2日。2021年2月5日閲覧。
6. ↑  『支店の移転に関するお知らせ』（プレスリリース）株式会社スズケン、2016年5月19日。2021年2月5日閲覧。
7. ↑   『再発防止に向けたコンプライアンス遵守徹底の取り組みおよび取締役および執行役員報酬の減額に関するお知らせ』（プレスリリース）株式会社スズケン、2020年12月9日。